# Матч за звание чемпиона мира по шахматам 1929
Матч на первенство мира по шахматам между чемпионом мира Александром Алехиным и претендентом на это звание Ефимом Боголюбовым проходил с 6 сентября по 12 ноября 1929 года в различных городах Германии и Нидерландов.
Регламент матча: 30 партий на большинство, причём победитель должен одержать не менее 6 побед, при счёте 15:15 Алехин сохранял звание чемпиона.
Выиграв со счётом 15½-9½ (+11−5=9), Алехин отстоял чемпионский титул.

## Таблица матча
| № | Участники    | 1 | 2 | 3 | 4 | 5 | 6 | 7 | 8 | 9 | 10 | 11 | 12 | 13 | 14 | 15 | 16 | 17 | 18 | 19 | 20 | 21 | 22 | 23 | 24 | 25 | Очки |
| - | ------------ | - | - | - | - | - | - | - | - | - | -- | -- | -- | -- | -- | -- | -- | -- | -- | -- | -- | -- | -- | -- | -- | -- | ---- |
| 1 | Алехин А.    | 1 | ½ | ½ | 0 | 1 | 0 | 1 | 1 | ½ | 1  | ½  | 1  | 0  | 0  | ½  | 1  | 1  | 0  | 1  | ½  | 1  | 1  | ½  | ½  | ½  | 15½  |
| 2 | Боголюбов Е. | 0 | ½ | ½ | 1 | 0 | 1 | 0 | 0 | ½ | 0  | ½  | 0  | 1  | 1  | ½  | 0  | 0  | 1  | 0  | ½  | 0  | 0  | ½  | ½  | ½  | 9½   |

## Примечательные партии

### Боголюбов — Алехин
|   | a | b | c | d | e | f | g | h |   |
| - | --- | --- | --- | --- | --- | --- | --- | --- | - |
| 8 | b8 чёрный король · c8 чёрный слон · h8 чёрная ладья · c7 чёрный ферзь · f7 чёрная пешка · a6 чёрная пешка · b6 чёрная пешка · g6 чёрная ладья · c5 чёрный слон · d5 белая пешка · e5 чёрная пешка · h5 чёрный конь · c4 чёрная пешка · e4 белая пешка · h4 чёрная пешка · c3 белая пешка · f3 белый ферзь · a2 белая пешка · c2 белый слон · f2 белый конь · g2 белая пешка · h2 белая пешка · c1 белый слон · e1 белая ладья · f1 белая ладья · h1 белый король | b8 чёрный король · c8 чёрный слон · h8 чёрная ладья · c7 чёрный ферзь · f7 чёрная пешка · a6 чёрная пешка · b6 чёрная пешка · g6 чёрная ладья · c5 чёрный слон · d5 белая пешка · e5 чёрная пешка · h5 чёрный конь · c4 чёрная пешка · e4 белая пешка · h4 чёрная пешка · c3 белая пешка · f3 белый ферзь · a2 белая пешка · c2 белый слон · f2 белый конь · g2 белая пешка · h2 белая пешка · c1 белый слон · e1 белая ладья · f1 белая ладья · h1 белый король | b8 чёрный король · c8 чёрный слон · h8 чёрная ладья · c7 чёрный ферзь · f7 чёрная пешка · a6 чёрная пешка · b6 чёрная пешка · g6 чёрная ладья · c5 чёрный слон · d5 белая пешка · e5 чёрная пешка · h5 чёрный конь · c4 чёрная пешка · e4 белая пешка · h4 чёрная пешка · c3 белая пешка · f3 белый ферзь · a2 белая пешка · c2 белый слон · f2 белый конь · g2 белая пешка · h2 белая пешка · c1 белый слон · e1 белая ладья · f1 белая ладья · h1 белый король | b8 чёрный король · c8 чёрный слон · h8 чёрная ладья · c7 чёрный ферзь · f7 чёрная пешка · a6 чёрная пешка · b6 чёрная пешка · g6 чёрная ладья · c5 чёрный слон · d5 белая пешка · e5 чёрная пешка · h5 чёрный конь · c4 чёрная пешка · e4 белая пешка · h4 чёрная пешка · c3 белая пешка · f3 белый ферзь · a2 белая пешка · c2 белый слон · f2 белый конь · g2 белая пешка · h2 белая пешка · c1 белый слон · e1 белая ладья · f1 белая ладья · h1 белый король | b8 чёрный король · c8 чёрный слон · h8 чёрная ладья · c7 чёрный ферзь · f7 чёрная пешка · a6 чёрная пешка · b6 чёрная пешка · g6 чёрная ладья · c5 чёрный слон · d5 белая пешка · e5 чёрная пешка · h5 чёрный конь · c4 чёрная пешка · e4 белая пешка · h4 чёрная пешка · c3 белая пешка · f3 белый ферзь · a2 белая пешка · c2 белый слон · f2 белый конь · g2 белая пешка · h2 белая пешка · c1 белый слон · e1 белая ладья · f1 белая ладья · h1 белый король | b8 чёрный король · c8 чёрный слон · h8 чёрная ладья · c7 чёрный ферзь · f7 чёрная пешка · a6 чёрная пешка · b6 чёрная пешка · g6 чёрная ладья · c5 чёрный слон · d5 белая пешка · e5 чёрная пешка · h5 чёрный конь · c4 чёрная пешка · e4 белая пешка · h4 чёрная пешка · c3 белая пешка · f3 белый ферзь · a2 белая пешка · c2 белый слон · f2 белый конь · g2 белая пешка · h2 белая пешка · c1 белый слон · e1 белая ладья · f1 белая ладья · h1 белый король | b8 чёрный король · c8 чёрный слон · h8 чёрная ладья · c7 чёрный ферзь · f7 чёрная пешка · a6 чёрная пешка · b6 чёрная пешка · g6 чёрная ладья · c5 чёрный слон · d5 белая пешка · e5 чёрная пешка · h5 чёрный конь · c4 чёрная пешка · e4 белая пешка · h4 чёрная пешка · c3 белая пешка · f3 белый ферзь · a2 белая пешка · c2 белый слон · f2 белый конь · g2 белая пешка · h2 белая пешка · c1 белый слон · e1 белая ладья · f1 белая ладья · h1 белый король | b8 чёрный король · c8 чёрный слон · h8 чёрная ладья · c7 чёрный ферзь · f7 чёрная пешка · a6 чёрная пешка · b6 чёрная пешка · g6 чёрная ладья · c5 чёрный слон · d5 белая пешка · e5 чёрная пешка · h5 чёрный конь · c4 чёрная пешка · e4 белая пешка · h4 чёрная пешка · c3 белая пешка · f3 белый ферзь · a2 белая пешка · c2 белый слон · f2 белый конь · g2 белая пешка · h2 белая пешка · c1 белый слон · e1 белая ладья · f1 белая ладья · h1 белый король | 8 |
| 7 | b8 чёрный король · c8 чёрный слон · h8 чёрная ладья · c7 чёрный ферзь · f7 чёрная пешка · a6 чёрная пешка · b6 чёрная пешка · g6 чёрная ладья · c5 чёрный слон · d5 белая пешка · e5 чёрная пешка · h5 чёрный конь · c4 чёрная пешка · e4 белая пешка · h4 чёрная пешка · c3 белая пешка · f3 белый ферзь · a2 белая пешка · c2 белый слон · f2 белый конь · g2 белая пешка · h2 белая пешка · c1 белый слон · e1 белая ладья · f1 белая ладья · h1 белый король | b8 чёрный король · c8 чёрный слон · h8 чёрная ладья · c7 чёрный ферзь · f7 чёрная пешка · a6 чёрная пешка · b6 чёрная пешка · g6 чёрная ладья · c5 чёрный слон · d5 белая пешка · e5 чёрная пешка · h5 чёрный конь · c4 чёрная пешка · e4 белая пешка · h4 чёрная пешка · c3 белая пешка · f3 белый ферзь · a2 белая пешка · c2 белый слон · f2 белый конь · g2 белая пешка · h2 белая пешка · c1 белый слон · e1 белая ладья · f1 белая ладья · h1 белый король | b8 чёрный король · c8 чёрный слон · h8 чёрная ладья · c7 чёрный ферзь · f7 чёрная пешка · a6 чёрная пешка · b6 чёрная пешка · g6 чёрная ладья · c5 чёрный слон · d5 белая пешка · e5 чёрная пешка · h5 чёрный конь · c4 чёрная пешка · e4 белая пешка · h4 чёрная пешка · c3 белая пешка · f3 белый ферзь · a2 белая пешка · c2 белый слон · f2 белый конь · g2 белая пешка · h2 белая пешка · c1 белый слон · e1 белая ладья · f1 белая ладья · h1 белый король | b8 чёрный король · c8 чёрный слон · h8 чёрная ладья · c7 чёрный ферзь · f7 чёрная пешка · a6 чёрная пешка · b6 чёрная пешка · g6 чёрная ладья · c5 чёрный слон · d5 белая пешка · e5 чёрная пешка · h5 чёрный конь · c4 чёрная пешка · e4 белая пешка · h4 чёрная пешка · c3 белая пешка · f3 белый ферзь · a2 белая пешка · c2 белый слон · f2 белый конь · g2 белая пешка · h2 белая пешка · c1 белый слон · e1 белая ладья · f1 белая ладья · h1 белый король | b8 чёрный король · c8 чёрный слон · h8 чёрная ладья · c7 чёрный ферзь · f7 чёрная пешка · a6 чёрная пешка · b6 чёрная пешка · g6 чёрная ладья · c5 чёрный слон · d5 белая пешка · e5 чёрная пешка · h5 чёрный конь · c4 чёрная пешка · e4 белая пешка · h4 чёрная пешка · c3 белая пешка · f3 белый ферзь · a2 белая пешка · c2 белый слон · f2 белый конь · g2 белая пешка · h2 белая пешка · c1 белый слон · e1 белая ладья · f1 белая ладья · h1 белый король | b8 чёрный король · c8 чёрный слон · h8 чёрная ладья · c7 чёрный ферзь · f7 чёрная пешка · a6 чёрная пешка · b6 чёрная пешка · g6 чёрная ладья · c5 чёрный слон · d5 белая пешка · e5 чёрная пешка · h5 чёрный конь · c4 чёрная пешка · e4 белая пешка · h4 чёрная пешка · c3 белая пешка · f3 белый ферзь · a2 белая пешка · c2 белый слон · f2 белый конь · g2 белая пешка · h2 белая пешка · c1 белый слон · e1 белая ладья · f1 белая ладья · h1 белый король | b8 чёрный король · c8 чёрный слон · h8 чёрная ладья · c7 чёрный ферзь · f7 чёрная пешка · a6 чёрная пешка · b6 чёрная пешка · g6 чёрная ладья · c5 чёрный слон · d5 белая пешка · e5 чёрная пешка · h5 чёрный конь · c4 чёрная пешка · e4 белая пешка · h4 чёрная пешка · c3 белая пешка · f3 белый ферзь · a2 белая пешка · c2 белый слон · f2 белый конь · g2 белая пешка · h2 белая пешка · c1 белый слон · e1 белая ладья · f1 белая ладья · h1 белый король | b8 чёрный король · c8 чёрный слон · h8 чёрная ладья · c7 чёрный ферзь · f7 чёрная пешка · a6 чёрная пешка · b6 чёрная пешка · g6 чёрная ладья · c5 чёрный слон · d5 белая пешка · e5 чёрная пешка · h5 чёрный конь · c4 чёрная пешка · e4 белая пешка · h4 чёрная пешка · c3 белая пешка · f3 белый ферзь · a2 белая пешка · c2 белый слон · f2 белый конь · g2 белая пешка · h2 белая пешка · c1 белый слон · e1 белая ладья · f1 белая ладья · h1 белый король | 7 |
| 6 | b8 чёрный король · c8 чёрный слон · h8 чёрная ладья · c7 чёрный ферзь · f7 чёрная пешка · a6 чёрная пешка · b6 чёрная пешка · g6 чёрная ладья · c5 чёрный слон · d5 белая пешка · e5 чёрная пешка · h5 чёрный конь · c4 чёрная пешка · e4 белая пешка · h4 чёрная пешка · c3 белая пешка · f3 белый ферзь · a2 белая пешка · c2 белый слон · f2 белый конь · g2 белая пешка · h2 белая пешка · c1 белый слон · e1 белая ладья · f1 белая ладья · h1 белый король | b8 чёрный король · c8 чёрный слон · h8 чёрная ладья · c7 чёрный ферзь · f7 чёрная пешка · a6 чёрная пешка · b6 чёрная пешка · g6 чёрная ладья · c5 чёрный слон · d5 белая пешка · e5 чёрная пешка · h5 чёрный конь · c4 чёрная пешка · e4 белая пешка · h4 чёрная пешка · c3 белая пешка · f3 белый ферзь · a2 белая пешка · c2 белый слон · f2 белый конь · g2 белая пешка · h2 белая пешка · c1 белый слон · e1 белая ладья · f1 белая ладья · h1 белый король | b8 чёрный король · c8 чёрный слон · h8 чёрная ладья · c7 чёрный ферзь · f7 чёрная пешка · a6 чёрная пешка · b6 чёрная пешка · g6 чёрная ладья · c5 чёрный слон · d5 белая пешка · e5 чёрная пешка · h5 чёрный конь · c4 чёрная пешка · e4 белая пешка · h4 чёрная пешка · c3 белая пешка · f3 белый ферзь · a2 белая пешка · c2 белый слон · f2 белый конь · g2 белая пешка · h2 белая пешка · c1 белый слон · e1 белая ладья · f1 белая ладья · h1 белый король | b8 чёрный король · c8 чёрный слон · h8 чёрная ладья · c7 чёрный ферзь · f7 чёрная пешка · a6 чёрная пешка · b6 чёрная пешка · g6 чёрная ладья · c5 чёрный слон · d5 белая пешка · e5 чёрная пешка · h5 чёрный конь · c4 чёрная пешка · e4 белая пешка · h4 чёрная пешка · c3 белая пешка · f3 белый ферзь · a2 белая пешка · c2 белый слон · f2 белый конь · g2 белая пешка · h2 белая пешка · c1 белый слон · e1 белая ладья · f1 белая ладья · h1 белый король | b8 чёрный король · c8 чёрный слон · h8 чёрная ладья · c7 чёрный ферзь · f7 чёрная пешка · a6 чёрная пешка · b6 чёрная пешка · g6 чёрная ладья · c5 чёрный слон · d5 белая пешка · e5 чёрная пешка · h5 чёрный конь · c4 чёрная пешка · e4 белая пешка · h4 чёрная пешка · c3 белая пешка · f3 белый ферзь · a2 белая пешка · c2 белый слон · f2 белый конь · g2 белая пешка · h2 белая пешка · c1 белый слон · e1 белая ладья · f1 белая ладья · h1 белый король | b8 чёрный король · c8 чёрный слон · h8 чёрная ладья · c7 чёрный ферзь · f7 чёрная пешка · a6 чёрная пешка · b6 чёрная пешка · g6 чёрная ладья · c5 чёрный слон · d5 белая пешка · e5 чёрная пешка · h5 чёрный конь · c4 чёрная пешка · e4 белая пешка · h4 чёрная пешка · c3 белая пешка · f3 белый ферзь · a2 белая пешка · c2 белый слон · f2 белый конь · g2 белая пешка · h2 белая пешка · c1 белый слон · e1 белая ладья · f1 белая ладья · h1 белый король | b8 чёрный король · c8 чёрный слон · h8 чёрная ладья · c7 чёрный ферзь · f7 чёрная пешка · a6 чёрная пешка · b6 чёрная пешка · g6 чёрная ладья · c5 чёрный слон · d5 белая пешка · e5 чёрная пешка · h5 чёрный конь · c4 чёрная пешка · e4 белая пешка · h4 чёрная пешка · c3 белая пешка · f3 белый ферзь · a2 белая пешка · c2 белый слон · f2 белый конь · g2 белая пешка · h2 белая пешка · c1 белый слон · e1 белая ладья · f1 белая ладья · h1 белый король | b8 чёрный король · c8 чёрный слон · h8 чёрная ладья · c7 чёрный ферзь · f7 чёрная пешка · a6 чёрная пешка · b6 чёрная пешка · g6 чёрная ладья · c5 чёрный слон · d5 белая пешка · e5 чёрная пешка · h5 чёрный конь · c4 чёрная пешка · e4 белая пешка · h4 чёрная пешка · c3 белая пешка · f3 белый ферзь · a2 белая пешка · c2 белый слон · f2 белый конь · g2 белая пешка · h2 белая пешка · c1 белый слон · e1 белая ладья · f1 белая ладья · h1 белый король | 6 |
| 5 | b8 чёрный король · c8 чёрный слон · h8 чёрная ладья · c7 чёрный ферзь · f7 чёрная пешка · a6 чёрная пешка · b6 чёрная пешка · g6 чёрная ладья · c5 чёрный слон · d5 белая пешка · e5 чёрная пешка · h5 чёрный конь · c4 чёрная пешка · e4 белая пешка · h4 чёрная пешка · c3 белая пешка · f3 белый ферзь · a2 белая пешка · c2 белый слон · f2 белый конь · g2 белая пешка · h2 белая пешка · c1 белый слон · e1 белая ладья · f1 белая ладья · h1 белый король | b8 чёрный король · c8 чёрный слон · h8 чёрная ладья · c7 чёрный ферзь · f7 чёрная пешка · a6 чёрная пешка · b6 чёрная пешка · g6 чёрная ладья · c5 чёрный слон · d5 белая пешка · e5 чёрная пешка · h5 чёрный конь · c4 чёрная пешка · e4 белая пешка · h4 чёрная пешка · c3 белая пешка · f3 белый ферзь · a2 белая пешка · c2 белый слон · f2 белый конь · g2 белая пешка · h2 белая пешка · c1 белый слон · e1 белая ладья · f1 белая ладья · h1 белый король | b8 чёрный король · c8 чёрный слон · h8 чёрная ладья · c7 чёрный ферзь · f7 чёрная пешка · a6 чёрная пешка · b6 чёрная пешка · g6 чёрная ладья · c5 чёрный слон · d5 белая пешка · e5 чёрная пешка · h5 чёрный конь · c4 чёрная пешка · e4 белая пешка · h4 чёрная пешка · c3 белая пешка · f3 белый ферзь · a2 белая пешка · c2 белый слон · f2 белый конь · g2 белая пешка · h2 белая пешка · c1 белый слон · e1 белая ладья · f1 белая ладья · h1 белый король | b8 чёрный король · c8 чёрный слон · h8 чёрная ладья · c7 чёрный ферзь · f7 чёрная пешка · a6 чёрная пешка · b6 чёрная пешка · g6 чёрная ладья · c5 чёрный слон · d5 белая пешка · e5 чёрная пешка · h5 чёрный конь · c4 чёрная пешка · e4 белая пешка · h4 чёрная пешка · c3 белая пешка · f3 белый ферзь · a2 белая пешка · c2 белый слон · f2 белый конь · g2 белая пешка · h2 белая пешка · c1 белый слон · e1 белая ладья · f1 белая ладья · h1 белый король | b8 чёрный король · c8 чёрный слон · h8 чёрная ладья · c7 чёрный ферзь · f7 чёрная пешка · a6 чёрная пешка · b6 чёрная пешка · g6 чёрная ладья · c5 чёрный слон · d5 белая пешка · e5 чёрная пешка · h5 чёрный конь · c4 чёрная пешка · e4 белая пешка · h4 чёрная пешка · c3 белая пешка · f3 белый ферзь · a2 белая пешка · c2 белый слон · f2 белый конь · g2 белая пешка · h2 белая пешка · c1 белый слон · e1 белая ладья · f1 белая ладья · h1 белый король | b8 чёрный король · c8 чёрный слон · h8 чёрная ладья · c7 чёрный ферзь · f7 чёрная пешка · a6 чёрная пешка · b6 чёрная пешка · g6 чёрная ладья · c5 чёрный слон · d5 белая пешка · e5 чёрная пешка · h5 чёрный конь · c4 чёрная пешка · e4 белая пешка · h4 чёрная пешка · c3 белая пешка · f3 белый ферзь · a2 белая пешка · c2 белый слон · f2 белый конь · g2 белая пешка · h2 белая пешка · c1 белый слон · e1 белая ладья · f1 белая ладья · h1 белый король | b8 чёрный король · c8 чёрный слон · h8 чёрная ладья · c7 чёрный ферзь · f7 чёрная пешка · a6 чёрная пешка · b6 чёрная пешка · g6 чёрная ладья · c5 чёрный слон · d5 белая пешка · e5 чёрная пешка · h5 чёрный конь · c4 чёрная пешка · e4 белая пешка · h4 чёрная пешка · c3 белая пешка · f3 белый ферзь · a2 белая пешка · c2 белый слон · f2 белый конь · g2 белая пешка · h2 белая пешка · c1 белый слон · e1 белая ладья · f1 белая ладья · h1 белый король | b8 чёрный король · c8 чёрный слон · h8 чёрная ладья · c7 чёрный ферзь · f7 чёрная пешка · a6 чёрная пешка · b6 чёрная пешка · g6 чёрная ладья · c5 чёрный слон · d5 белая пешка · e5 чёрная пешка · h5 чёрный конь · c4 чёрная пешка · e4 белая пешка · h4 чёрная пешка · c3 белая пешка · f3 белый ферзь · a2 белая пешка · c2 белый слон · f2 белый конь · g2 белая пешка · h2 белая пешка · c1 белый слон · e1 белая ладья · f1 белая ладья · h1 белый король | 5 |
| 4 | b8 чёрный король · c8 чёрный слон · h8 чёрная ладья · c7 чёрный ферзь · f7 чёрная пешка · a6 чёрная пешка · b6 чёрная пешка · g6 чёрная ладья · c5 чёрный слон · d5 белая пешка · e5 чёрная пешка · h5 чёрный конь · c4 чёрная пешка · e4 белая пешка · h4 чёрная пешка · c3 белая пешка · f3 белый ферзь · a2 белая пешка · c2 белый слон · f2 белый конь · g2 белая пешка · h2 белая пешка · c1 белый слон · e1 белая ладья · f1 белая ладья · h1 белый король | b8 чёрный король · c8 чёрный слон · h8 чёрная ладья · c7 чёрный ферзь · f7 чёрная пешка · a6 чёрная пешка · b6 чёрная пешка · g6 чёрная ладья · c5 чёрный слон · d5 белая пешка · e5 чёрная пешка · h5 чёрный конь · c4 чёрная пешка · e4 белая пешка · h4 чёрная пешка · c3 белая пешка · f3 белый ферзь · a2 белая пешка · c2 белый слон · f2 белый конь · g2 белая пешка · h2 белая пешка · c1 белый слон · e1 белая ладья · f1 белая ладья · h1 белый король | b8 чёрный король · c8 чёрный слон · h8 чёрная ладья · c7 чёрный ферзь · f7 чёрная пешка · a6 чёрная пешка · b6 чёрная пешка · g6 чёрная ладья · c5 чёрный слон · d5 белая пешка · e5 чёрная пешка · h5 чёрный конь · c4 чёрная пешка · e4 белая пешка · h4 чёрная пешка · c3 белая пешка · f3 белый ферзь · a2 белая пешка · c2 белый слон · f2 белый конь · g2 белая пешка · h2 белая пешка · c1 белый слон · e1 белая ладья · f1 белая ладья · h1 белый король | b8 чёрный король · c8 чёрный слон · h8 чёрная ладья · c7 чёрный ферзь · f7 чёрная пешка · a6 чёрная пешка · b6 чёрная пешка · g6 чёрная ладья · c5 чёрный слон · d5 белая пешка · e5 чёрная пешка · h5 чёрный конь · c4 чёрная пешка · e4 белая пешка · h4 чёрная пешка · c3 белая пешка · f3 белый ферзь · a2 белая пешка · c2 белый слон · f2 белый конь · g2 белая пешка · h2 белая пешка · c1 белый слон · e1 белая ладья · f1 белая ладья · h1 белый король | b8 чёрный король · c8 чёрный слон · h8 чёрная ладья · c7 чёрный ферзь · f7 чёрная пешка · a6 чёрная пешка · b6 чёрная пешка · g6 чёрная ладья · c5 чёрный слон · d5 белая пешка · e5 чёрная пешка · h5 чёрный конь · c4 чёрная пешка · e4 белая пешка · h4 чёрная пешка · c3 белая пешка · f3 белый ферзь · a2 белая пешка · c2 белый слон · f2 белый конь · g2 белая пешка · h2 белая пешка · c1 белый слон · e1 белая ладья · f1 белая ладья · h1 белый король | b8 чёрный король · c8 чёрный слон · h8 чёрная ладья · c7 чёрный ферзь · f7 чёрная пешка · a6 чёрная пешка · b6 чёрная пешка · g6 чёрная ладья · c5 чёрный слон · d5 белая пешка · e5 чёрная пешка · h5 чёрный конь · c4 чёрная пешка · e4 белая пешка · h4 чёрная пешка · c3 белая пешка · f3 белый ферзь · a2 белая пешка · c2 белый слон · f2 белый конь · g2 белая пешка · h2 белая пешка · c1 белый слон · e1 белая ладья · f1 белая ладья · h1 белый король | b8 чёрный король · c8 чёрный слон · h8 чёрная ладья · c7 чёрный ферзь · f7 чёрная пешка · a6 чёрная пешка · b6 чёрная пешка · g6 чёрная ладья · c5 чёрный слон · d5 белая пешка · e5 чёрная пешка · h5 чёрный конь · c4 чёрная пешка · e4 белая пешка · h4 чёрная пешка · c3 белая пешка · f3 белый ферзь · a2 белая пешка · c2 белый слон · f2 белый конь · g2 белая пешка · h2 белая пешка · c1 белый слон · e1 белая ладья · f1 белая ладья · h1 белый король | b8 чёрный король · c8 чёрный слон · h8 чёрная ладья · c7 чёрный ферзь · f7 чёрная пешка · a6 чёрная пешка · b6 чёрная пешка · g6 чёрная ладья · c5 чёрный слон · d5 белая пешка · e5 чёрная пешка · h5 чёрный конь · c4 чёрная пешка · e4 белая пешка · h4 чёрная пешка · c3 белая пешка · f3 белый ферзь · a2 белая пешка · c2 белый слон · f2 белый конь · g2 белая пешка · h2 белая пешка · c1 белый слон · e1 белая ладья · f1 белая ладья · h1 белый король | 4 |
| 3 | b8 чёрный король · c8 чёрный слон · h8 чёрная ладья · c7 чёрный ферзь · f7 чёрная пешка · a6 чёрная пешка · b6 чёрная пешка · g6 чёрная ладья · c5 чёрный слон · d5 белая пешка · e5 чёрная пешка · h5 чёрный конь · c4 чёрная пешка · e4 белая пешка · h4 чёрная пешка · c3 белая пешка · f3 белый ферзь · a2 белая пешка · c2 белый слон · f2 белый конь · g2 белая пешка · h2 белая пешка · c1 белый слон · e1 белая ладья · f1 белая ладья · h1 белый король | b8 чёрный король · c8 чёрный слон · h8 чёрная ладья · c7 чёрный ферзь · f7 чёрная пешка · a6 чёрная пешка · b6 чёрная пешка · g6 чёрная ладья · c5 чёрный слон · d5 белая пешка · e5 чёрная пешка · h5 чёрный конь · c4 чёрная пешка · e4 белая пешка · h4 чёрная пешка · c3 белая пешка · f3 белый ферзь · a2 белая пешка · c2 белый слон · f2 белый конь · g2 белая пешка · h2 белая пешка · c1 белый слон · e1 белая ладья · f1 белая ладья · h1 белый король | b8 чёрный король · c8 чёрный слон · h8 чёрная ладья · c7 чёрный ферзь · f7 чёрная пешка · a6 чёрная пешка · b6 чёрная пешка · g6 чёрная ладья · c5 чёрный слон · d5 белая пешка · e5 чёрная пешка · h5 чёрный конь · c4 чёрная пешка · e4 белая пешка · h4 чёрная пешка · c3 белая пешка · f3 белый ферзь · a2 белая пешка · c2 белый слон · f2 белый конь · g2 белая пешка · h2 белая пешка · c1 белый слон · e1 белая ладья · f1 белая ладья · h1 белый король | b8 чёрный король · c8 чёрный слон · h8 чёрная ладья · c7 чёрный ферзь · f7 чёрная пешка · a6 чёрная пешка · b6 чёрная пешка · g6 чёрная ладья · c5 чёрный слон · d5 белая пешка · e5 чёрная пешка · h5 чёрный конь · c4 чёрная пешка · e4 белая пешка · h4 чёрная пешка · c3 белая пешка · f3 белый ферзь · a2 белая пешка · c2 белый слон · f2 белый конь · g2 белая пешка · h2 белая пешка · c1 белый слон · e1 белая ладья · f1 белая ладья · h1 белый король | b8 чёрный король · c8 чёрный слон · h8 чёрная ладья · c7 чёрный ферзь · f7 чёрная пешка · a6 чёрная пешка · b6 чёрная пешка · g6 чёрная ладья · c5 чёрный слон · d5 белая пешка · e5 чёрная пешка · h5 чёрный конь · c4 чёрная пешка · e4 белая пешка · h4 чёрная пешка · c3 белая пешка · f3 белый ферзь · a2 белая пешка · c2 белый слон · f2 белый конь · g2 белая пешка · h2 белая пешка · c1 белый слон · e1 белая ладья · f1 белая ладья · h1 белый король | b8 чёрный король · c8 чёрный слон · h8 чёрная ладья · c7 чёрный ферзь · f7 чёрная пешка · a6 чёрная пешка · b6 чёрная пешка · g6 чёрная ладья · c5 чёрный слон · d5 белая пешка · e5 чёрная пешка · h5 чёрный конь · c4 чёрная пешка · e4 белая пешка · h4 чёрная пешка · c3 белая пешка · f3 белый ферзь · a2 белая пешка · c2 белый слон · f2 белый конь · g2 белая пешка · h2 белая пешка · c1 белый слон · e1 белая ладья · f1 белая ладья · h1 белый король | b8 чёрный король · c8 чёрный слон · h8 чёрная ладья · c7 чёрный ферзь · f7 чёрная пешка · a6 чёрная пешка · b6 чёрная пешка · g6 чёрная ладья · c5 чёрный слон · d5 белая пешка · e5 чёрная пешка · h5 чёрный конь · c4 чёрная пешка · e4 белая пешка · h4 чёрная пешка · c3 белая пешка · f3 белый ферзь · a2 белая пешка · c2 белый слон · f2 белый конь · g2 белая пешка · h2 белая пешка · c1 белый слон · e1 белая ладья · f1 белая ладья · h1 белый король | b8 чёрный король · c8 чёрный слон · h8 чёрная ладья · c7 чёрный ферзь · f7 чёрная пешка · a6 чёрная пешка · b6 чёрная пешка · g6 чёрная ладья · c5 чёрный слон · d5 белая пешка · e5 чёрная пешка · h5 чёрный конь · c4 чёрная пешка · e4 белая пешка · h4 чёрная пешка · c3 белая пешка · f3 белый ферзь · a2 белая пешка · c2 белый слон · f2 белый конь · g2 белая пешка · h2 белая пешка · c1 белый слон · e1 белая ладья · f1 белая ладья · h1 белый король | 3 |
| 2 | b8 чёрный король · c8 чёрный слон · h8 чёрная ладья · c7 чёрный ферзь · f7 чёрная пешка · a6 чёрная пешка · b6 чёрная пешка · g6 чёрная ладья · c5 чёрный слон · d5 белая пешка · e5 чёрная пешка · h5 чёрный конь · c4 чёрная пешка · e4 белая пешка · h4 чёрная пешка · c3 белая пешка · f3 белый ферзь · a2 белая пешка · c2 белый слон · f2 белый конь · g2 белая пешка · h2 белая пешка · c1 белый слон · e1 белая ладья · f1 белая ладья · h1 белый король | b8 чёрный король · c8 чёрный слон · h8 чёрная ладья · c7 чёрный ферзь · f7 чёрная пешка · a6 чёрная пешка · b6 чёрная пешка · g6 чёрная ладья · c5 чёрный слон · d5 белая пешка · e5 чёрная пешка · h5 чёрный конь · c4 чёрная пешка · e4 белая пешка · h4 чёрная пешка · c3 белая пешка · f3 белый ферзь · a2 белая пешка · c2 белый слон · f2 белый конь · g2 белая пешка · h2 белая пешка · c1 белый слон · e1 белая ладья · f1 белая ладья · h1 белый король | b8 чёрный король · c8 чёрный слон · h8 чёрная ладья · c7 чёрный ферзь · f7 чёрная пешка · a6 чёрная пешка · b6 чёрная пешка · g6 чёрная ладья · c5 чёрный слон · d5 белая пешка · e5 чёрная пешка · h5 чёрный конь · c4 чёрная пешка · e4 белая пешка · h4 чёрная пешка · c3 белая пешка · f3 белый ферзь · a2 белая пешка · c2 белый слон · f2 белый конь · g2 белая пешка · h2 белая пешка · c1 белый слон · e1 белая ладья · f1 белая ладья · h1 белый король | b8 чёрный король · c8 чёрный слон · h8 чёрная ладья · c7 чёрный ферзь · f7 чёрная пешка · a6 чёрная пешка · b6 чёрная пешка · g6 чёрная ладья · c5 чёрный слон · d5 белая пешка · e5 чёрная пешка · h5 чёрный конь · c4 чёрная пешка · e4 белая пешка · h4 чёрная пешка · c3 белая пешка · f3 белый ферзь · a2 белая пешка · c2 белый слон · f2 белый конь · g2 белая пешка · h2 белая пешка · c1 белый слон · e1 белая ладья · f1 белая ладья · h1 белый король | b8 чёрный король · c8 чёрный слон · h8 чёрная ладья · c7 чёрный ферзь · f7 чёрная пешка · a6 чёрная пешка · b6 чёрная пешка · g6 чёрная ладья · c5 чёрный слон · d5 белая пешка · e5 чёрная пешка · h5 чёрный конь · c4 чёрная пешка · e4 белая пешка · h4 чёрная пешка · c3 белая пешка · f3 белый ферзь · a2 белая пешка · c2 белый слон · f2 белый конь · g2 белая пешка · h2 белая пешка · c1 белый слон · e1 белая ладья · f1 белая ладья · h1 белый король | b8 чёрный король · c8 чёрный слон · h8 чёрная ладья · c7 чёрный ферзь · f7 чёрная пешка · a6 чёрная пешка · b6 чёрная пешка · g6 чёрная ладья · c5 чёрный слон · d5 белая пешка · e5 чёрная пешка · h5 чёрный конь · c4 чёрная пешка · e4 белая пешка · h4 чёрная пешка · c3 белая пешка · f3 белый ферзь · a2 белая пешка · c2 белый слон · f2 белый конь · g2 белая пешка · h2 белая пешка · c1 белый слон · e1 белая ладья · f1 белая ладья · h1 белый король | b8 чёрный король · c8 чёрный слон · h8 чёрная ладья · c7 чёрный ферзь · f7 чёрная пешка · a6 чёрная пешка · b6 чёрная пешка · g6 чёрная ладья · c5 чёрный слон · d5 белая пешка · e5 чёрная пешка · h5 чёрный конь · c4 чёрная пешка · e4 белая пешка · h4 чёрная пешка · c3 белая пешка · f3 белый ферзь · a2 белая пешка · c2 белый слон · f2 белый конь · g2 белая пешка · h2 белая пешка · c1 белый слон · e1 белая ладья · f1 белая ладья · h1 белый король | b8 чёрный король · c8 чёрный слон · h8 чёрная ладья · c7 чёрный ферзь · f7 чёрная пешка · a6 чёрная пешка · b6 чёрная пешка · g6 чёрная ладья · c5 чёрный слон · d5 белая пешка · e5 чёрная пешка · h5 чёрный конь · c4 чёрная пешка · e4 белая пешка · h4 чёрная пешка · c3 белая пешка · f3 белый ферзь · a2 белая пешка · c2 белый слон · f2 белый конь · g2 белая пешка · h2 белая пешка · c1 белый слон · e1 белая ладья · f1 белая ладья · h1 белый король | 2 |
| 1 | b8 чёрный король · c8 чёрный слон · h8 чёрная ладья · c7 чёрный ферзь · f7 чёрная пешка · a6 чёрная пешка · b6 чёрная пешка · g6 чёрная ладья · c5 чёрный слон · d5 белая пешка · e5 чёрная пешка · h5 чёрный конь · c4 чёрная пешка · e4 белая пешка · h4 чёрная пешка · c3 белая пешка · f3 белый ферзь · a2 белая пешка · c2 белый слон · f2 белый конь · g2 белая пешка · h2 белая пешка · c1 белый слон · e1 белая ладья · f1 белая ладья · h1 белый король | b8 чёрный король · c8 чёрный слон · h8 чёрная ладья · c7 чёрный ферзь · f7 чёрная пешка · a6 чёрная пешка · b6 чёрная пешка · g6 чёрная ладья · c5 чёрный слон · d5 белая пешка · e5 чёрная пешка · h5 чёрный конь · c4 чёрная пешка · e4 белая пешка · h4 чёрная пешка · c3 белая пешка · f3 белый ферзь · a2 белая пешка · c2 белый слон · f2 белый конь · g2 белая пешка · h2 белая пешка · c1 белый слон · e1 белая ладья · f1 белая ладья · h1 белый король | b8 чёрный король · c8 чёрный слон · h8 чёрная ладья · c7 чёрный ферзь · f7 чёрная пешка · a6 чёрная пешка · b6 чёрная пешка · g6 чёрная ладья · c5 чёрный слон · d5 белая пешка · e5 чёрная пешка · h5 чёрный конь · c4 чёрная пешка · e4 белая пешка · h4 чёрная пешка · c3 белая пешка · f3 белый ферзь · a2 белая пешка · c2 белый слон · f2 белый конь · g2 белая пешка · h2 белая пешка · c1 белый слон · e1 белая ладья · f1 белая ладья · h1 белый король | b8 чёрный король · c8 чёрный слон · h8 чёрная ладья · c7 чёрный ферзь · f7 чёрная пешка · a6 чёрная пешка · b6 чёрная пешка · g6 чёрная ладья · c5 чёрный слон · d5 белая пешка · e5 чёрная пешка · h5 чёрный конь · c4 чёрная пешка · e4 белая пешка · h4 чёрная пешка · c3 белая пешка · f3 белый ферзь · a2 белая пешка · c2 белый слон · f2 белый конь · g2 белая пешка · h2 белая пешка · c1 белый слон · e1 белая ладья · f1 белая ладья · h1 белый король | b8 чёрный король · c8 чёрный слон · h8 чёрная ладья · c7 чёрный ферзь · f7 чёрная пешка · a6 чёрная пешка · b6 чёрная пешка · g6 чёрная ладья · c5 чёрный слон · d5 белая пешка · e5 чёрная пешка · h5 чёрный конь · c4 чёрная пешка · e4 белая пешка · h4 чёрная пешка · c3 белая пешка · f3 белый ферзь · a2 белая пешка · c2 белый слон · f2 белый конь · g2 белая пешка · h2 белая пешка · c1 белый слон · e1 белая ладья · f1 белая ладья · h1 белый король | b8 чёрный король · c8 чёрный слон · h8 чёрная ладья · c7 чёрный ферзь · f7 чёрная пешка · a6 чёрная пешка · b6 чёрная пешка · g6 чёрная ладья · c5 чёрный слон · d5 белая пешка · e5 чёрная пешка · h5 чёрный конь · c4 чёрная пешка · e4 белая пешка · h4 чёрная пешка · c3 белая пешка · f3 белый ферзь · a2 белая пешка · c2 белый слон · f2 белый конь · g2 белая пешка · h2 белая пешка · c1 белый слон · e1 белая ладья · f1 белая ладья · h1 белый король | b8 чёрный король · c8 чёрный слон · h8 чёрная ладья · c7 чёрный ферзь · f7 чёрная пешка · a6 чёрная пешка · b6 чёрная пешка · g6 чёрная ладья · c5 чёрный слон · d5 белая пешка · e5 чёрная пешка · h5 чёрный конь · c4 чёрная пешка · e4 белая пешка · h4 чёрная пешка · c3 белая пешка · f3 белый ферзь · a2 белая пешка · c2 белый слон · f2 белый конь · g2 белая пешка · h2 белая пешка · c1 белый слон · e1 белая ладья · f1 белая ладья · h1 белый король | b8 чёрный король · c8 чёрный слон · h8 чёрная ладья · c7 чёрный ферзь · f7 чёрная пешка · a6 чёрная пешка · b6 чёрная пешка · g6 чёрная ладья · c5 чёрный слон · d5 белая пешка · e5 чёрная пешка · h5 чёрный конь · c4 чёрная пешка · e4 белая пешка · h4 чёрная пешка · c3 белая пешка · f3 белый ферзь · a2 белая пешка · c2 белый слон · f2 белый конь · g2 белая пешка · h2 белая пешка · c1 белый слон · e1 белая ладья · f1 белая ладья · h1 белый король | 1 |
|   | a | b | c | d | e | f | g | h |   |

1. d4 Кf6 2. c4 b6 3. Кc3 Сb7 4. f3 d5 5. cd К:d5 6. e4 К:c3 7. bc e6 8. Сb5+ Кd7 9. Кe2 Сe7 10. O-O a6 11. Сd3 c5 12. Сb2 Фc7 13. f4 Кf6 14. Кg3 h5 15. Фe2 h4 16. Кh1 Кh5 17. Фg4 O-O-O 18. Лae1 Крb8 19. f5 e5 20. d5 c4 21. Сc2 Сc5+ 22. Кf2 g6 23. fg Лdg8 24. Сc1 Сc8 25. Фf3 Л:g6 26. Крh1 (см. диаграмму)
26 …Кg3+ 27. hg hg+ 28. Кh3 С:h3 29. gh Л:h3+ 30. Крg2 Лh2#